# Lamy
Lamy – grupa średniej wielkości ssaków kopytnych z rodziny wielbłądowatych zamieszkujących Amerykę Południową. Występują w stanie dzikim i udomowionym, cenione jako zwierzęta hodowlane, z których pozyskuje się wełnę, mleko i skóry. Wykorzystywane również jako zwierzęta juczne. Początkowo zaliczane były razem z wielbłądami do rodzaju Camelus, w 1800 roku wyodrębniono je do rodzaju Lama G. Cuvier, 1800. W 1924 Miller wyodrębnił wikunię do rodzaju Vicugna Lesson, 1842.
Należą do nich trawożerne zwierzęta blisko spokrewnione z wielbłądami, o lżejszej od wielbłądów budowie, bez garbów na grzbiecie, z mniejszą głową. Lamy mają duże oczy osłonięte długimi rzęsami na górnej powiece. Są przystosowane do życia w górach i na terenach pustynnych. Wyróżniają się specyficznym zachowaniem obronnym: plują na przeciwnika śliną zmieszaną z treścią pokarmową i sokiem żołądkowym.
Tradycyjnie uważano, że w stanie dzikim występuje wikunia, która nigdy nie została udomowiona – oraz gwanako andyjskie, od którego wywodzą się dwie formy udomowione – lama i alpaka, a relacje pokrewieństwa przedstawiano następująco:
```
o─┐
  ├────┐ 
Vicugna vicugna
 – wikunia
  │    └
Vicugna pacos 
 – alpaka
  └───┐ 
Lama guanicoe
 – gwanako andyjskie
      └── 
Lama glama
 – lama
```

O ile pozycja systematyczna wikunii jako odrębnego gatunku nie była kwestionowana, ustalenie relacji pokrewieństwa pomiędzy pozostałymi z wymienionych zwierząt od dawna stanowiło poważne wyzwanie dla systematyków. Duża plastyczność przystosowawcza i szeroki zasięg występowania, a także ukierunkowana hodowla (udomowienie tych zwierząt nastąpiło ok. 4500 lat temu) przyczyniły się do powstania wielu różnic morfologicznych pomiędzy badanymi populacjami. W 1782 Molina opublikował teorię, że alpaka pochodzi od wikunii. Inni sugerowali, że alpaka może być hybrydą lamy i wikunii, jednak do niedawna dominowała wyżej przedstawiona teoria.
Dopiero przeprowadzone w latach 2001–2004 badania DNA mitochondrialnego (mtDNA) i jądrowego (nDNA) wykazały, że alpaka pochodzi od wikunii i przeniesiono ją do rodzaju Vicugna zmieniając jej nazwę systematyczną na Vicugna pacos.
Obecnie przyjmuje się, że do lam zaliczane są dwa dziko żyjące gatunki: wikunia i gwanako andyjskie, każdy z jedną formą udomowioną – odpowiednio – alpaka i lama.
- Vicugna
  - Vicugna vicugna – wikunia nazywana również wigoniem
    - Vicugna pacos – alpaka
- Lama
  - Lama guanicoe – gwanako andyjskie (guanako)

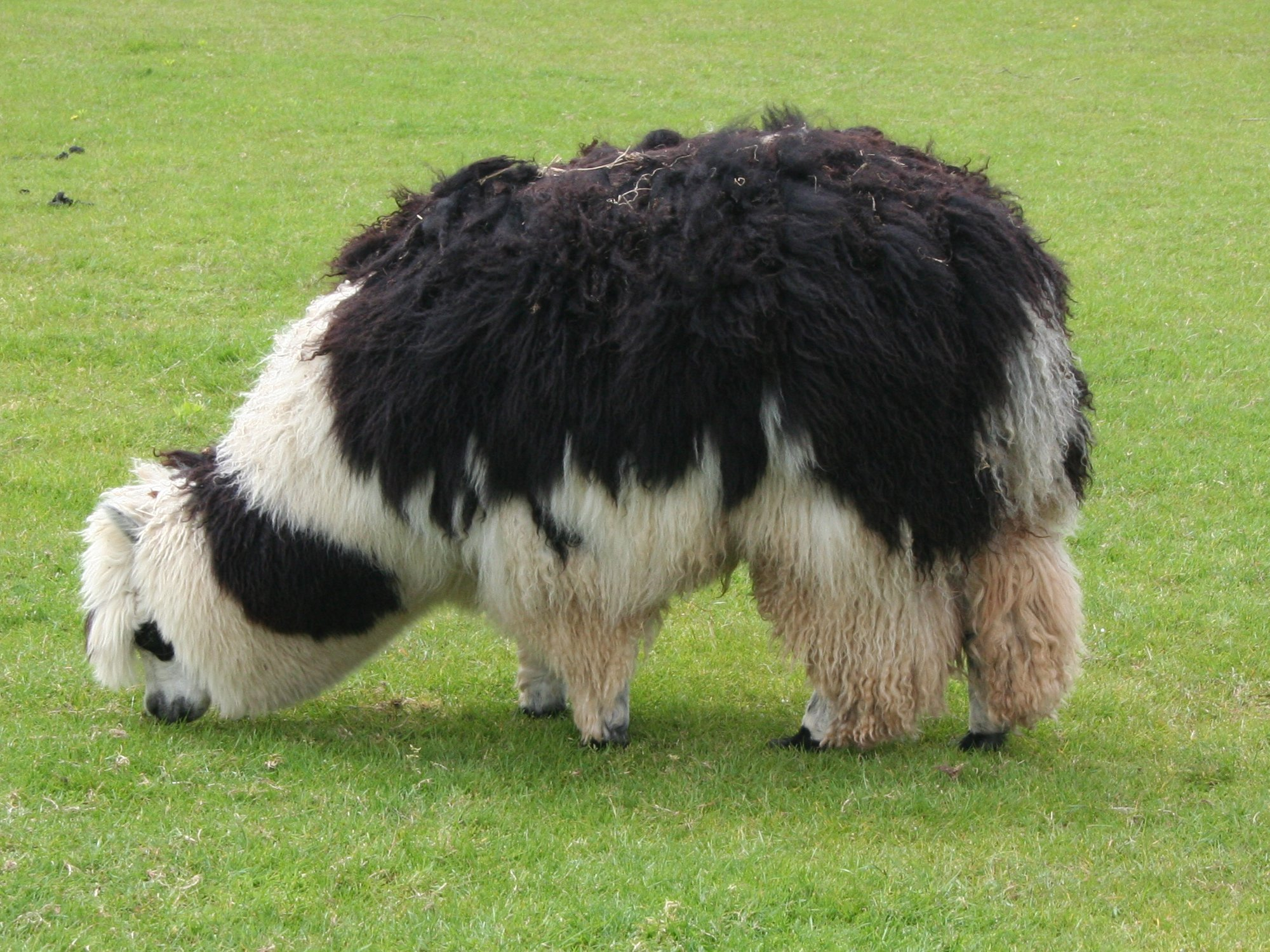
Alpaka

    - Lama glama – lama